# 一级警督

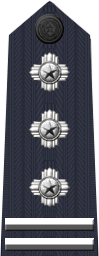
一级警督警衔肩章

一级警督为中华人民共和国人民警察警衔体系的第6等级，由公安部部长授予正处级、副处级、正科级以及专业技术高级、中级警官，现行制式衬衣为浅蓝色，标志为两道横杠加3枚四角星花。